# GLORY (格闘技)
GLORY（グローリー）は、イギリスに拠点を置くキックボクシング団体。運営はグローリー・スポーツ・インターナショナル。2010年以降のK-1の経営悪化を受けて、2012年に設立。同年6月にIT'S SHOWTIMEを買収し、以降ヨーロッパを中心にアメリカ、日本などでも大会を開催。

## 歴史

### 前身
2006年9月にオランダのジム「ゴールデン・グローリー」代表のバス・ブーンが選手の育成やブランド力のアップを図り、自主興行として「Ultimate Glory」を開催。「Ultimate Fighting Championship」（UFC）の主催会社ズッファから大会名称に関して提訴されたことから「United GLORY」に変更。また、人材育成大会「Upcoming GLORY」も開催した。
2009年10月17日にアムステルダムでジム創設10周年記念大会として「GLORY 11: A Decade of Fights」を開催。2010年10月16日から2011年5月28日にかけて、優勝賞金15万ドルを懸けたK-1ルールと修斗ルールのトーナメント「グローリー・ワールドシリーズ 2010-2011」を開催した。
2010年にK-1を主催するFEGの深刻な財政難が表面化し、多くの選手へのファイトマネー未払いが続出。ゴールデン・グローリーの所属選手、関係者への未払いも100万ドルを超え、FEGはK-1の開催がきわめて困難になる。FEGが解決のために積極的に投資家との交渉を開始したことを踏まえて、K-1の商標権を保持する石井和義に対してバス・ブーンは複数の投資家を紹介し、谷川貞治が石井に紹介したEMCOMホールディングスの金健一を交えて交渉を行った。
バス・ブーンの主張によれば、交渉過程でブーンとブーンが率いる投資家たちは日本で金健一と交渉した末にパートナーシップを締結することを決めて取引成立の握手をしたが、その会談以降に金健一が行方をくらましたため交渉が続行できなくなった。さらに石井が、自身が保有するK-1の商標権、並びにFEGが保有するK-1の映像権利をFEGに対する貸し付け担保として不動産デベロッパーのバルビゾンに移管していたため、ブーン達は石井とバルビゾンとも交渉。
2011年のクリスマス直前に交渉が成立寸前であったが、「バルビゾンは休業に入るので交渉は2012年1月5日から再開」との連絡があり、1月5日になって交渉を再開しようとすると既にバルビゾンは12月29日に金健一と独占交渉を行って契約し、支払いも済ませたと知らされる。石井は最初からブーン達と取引する気はなかったと主張し、ブーン率いる投資家の1人が金健一に再度会いに行って抗議すると、脅迫を受ける。K-1の権利は金健一が香港で設立した新会社「K-1 Global Holdings Limited」に移譲した。バス・ブーンらはFEGの未払いに対して訴訟を起こして勝訴し、FEGは破産することとなった。

### グローリー・スポーツ・インターナショナル設立
K-1の活動休止に伴い、ピーター・アーツやクリス・ナギンビ、ムラット・ディレッキーらは引退、タイロン・スポーンやグーカン・サキらは総合格闘技またはプロボクシングへの転向を表明するなど、キックボクシング界の人材流出が顕著になっていく。
K-1の買収を計画していたブーンと、ブーンに協力していた広告代理店「トータル・スポーツ・アジア」（TSA）、投資家のピエール・アンデュランドらが総額3000万ドル（約23億円）を出資し、ゴールデン・グローリージムとは独立した興行の運営母体としてグローリー・スポーツ・インターナショナル（GSI）を設立。
2012年3月23日のモスクワ大会で事実上の旗揚げ。GSI設立以前はキックボクシングと総合格闘技の試合を並行して組んでいたが、旗揚げ以降はキックボクシングをメインとする。GSIはゴールデン・グローリージム所属選手に加え、ピーター・アーツやジェロム・レ・バンナ、ジョルジオ・ペトロシアン、佐藤嘉洋といった選手を獲得した。
法人としてのGSIはシンガポールに所在し、クアラルンプールにも拠点会社を持つ。GSIの会長には大株主のアンデュランドが就任しているが、スコット・ラドマン、マーカス・ルアーなどが少ないながらもオーナーシップをシェアしている。
かつてのK-1のように世界的に有名なキックボクサー、総合格闘家を集めてトーナメントを開催し、UFCに対する欧州のカウンターパートとなることを目標に掲げた。GSIの正式な旗揚げ後、初の大会となった2012年5月28日のスウェーデン・ストックホルム大会から大会名を「GLORY」に変更し、同大会では16選手参加の70kg級の世界トーナメント（従来のK-1 WORLD MAXと同じ形式）を開幕させたほか、メインイベントでは初のワンマッチの王座としてセミー・シュルト対エロール・ジマーマンによる初代GLORY世界ヘビー級王者決定戦を行った。

### IT'S SHOWTIME買収
2012年6月30日に金健一が率いるK-1グローバルと提携関係を結び、IT'S SHOWTIMEを買収したことを発表。IT'S SHOWTIMEは2012年いっぱいは別ブランドとしての興行を続け、2013年よりシリーズを統合する方針とした。7月23日には、12月に日本の首都圏で大会を開くこと、その運営を担う日本法人「Gエンターテインメント」を設立したことを発表。
9月20日の会見では、12月2日に幕張メッセで16人参加の1Dayトーナメント『GLORY 4 Tokyo - GRAND SLAM - Heavyweight』の開催を発表。また、2013年の計画として65kg級、77kg級、85kg級、95kg級で8人トーナメント『SLAM』の開催、ヘビー級と70kg級では16人トーナメントの『GRAND SLAM』の開催、出場者を発掘する登竜門大会『Road To GLORY』の開始、戦績に基づいて自動的に点数が計算されるランキング制度の導入、オフィシャル・コメンテーターに武蔵が就任したなどを発表した。
10月25日にDREAMの運営を継承することを発表し、11月29日にONE FCとの提携を発表。12月31日に『DREAM.18 & GLORY 4』を開催。12月2日に開催予定であった『GLORY 4』はDREAMとの合同興行に変更となった。『GLORY 4』で決定していた佐藤豪則 vs. フィル・バローニは中止となり、バローニは桜井"マッハ"速人との対戦が決まった。
2013年には日本とアメリカにおいて登竜門大会のシリーズ「ROAD TO GLORY」を開催し、各大会のトーナメント優勝者はGLORY World Serisへの年間契約を結ぶ。GLORY日本スポークスマンに安生洋二が就任。3月10日に「Road to GLORY JAPAN -65kg SLAM」を初開催し、同大会のフェザー級日本トーナメント優勝者には世界トーナメント出場権も与えられた。3月23日にイギリスのロンドン大会、4月6日にトルコのイスタンブール大会を開催。
5月3日には有明コロシアムで「GLORY 8 TOKYO」を開催し、第一部ではRoad to GLORYとしてミドル級の4人制日本人トーナメントを、第二部ではフェザー級（65kg）世界トーナメントを開催。同大会はAmeba Studioにて有料生中継された。6月22日にニューヨークで初のアメリカ大会を開催。一部のルールがアメリカのボクシング・コミッションから認可されなかったことを踏まえて、以降の大会でルールを変更。
12月21日に有明コロシアムにて「GLORY 13 TOKYO」を開催。同大会はピーター・アーツ、レミー・ボンヤスキー、セミー・シュルトの3人が現役を引退する『大引退』と題して開催され、K-1のプロデューサーであった谷川貞治が同大会限定でプロデューサーに就任した。シュルトは11月23日に行われたゴング格闘技のインタビューで「私はまだ引退する事は決めていない」と発言し、出場を辞退。アーツは自身のFacebookにて「あれはピーターの意思ではなく、プロモーターサイドの思惑です」などと投稿し、2014年5月に他団体で復帰戦を行った。また、日本でGLORYを放送していたFOX bs238は開催3日前に「権利元の都合により放送終了」と発表。2014年2月16日に同大会のピーター・アーツ引退ドキュメンタリー番組『ランバージャック 最後の日-友に捧ぐ-』（フジテレビ）が放送された。これを最後にGLORYは日本から撤退。
2014年6月21日にアメリカ・カリフォルニア州のザ・フォーラムで「GLORY LAST MAN STANDING」を開催。大会の第1部をSpikeTV生中継の「GLORY 17 Los Angeles」、第2部をペイ・パー・ビュー生中継のGLORY LAST MAN STANDINGとして初の本格ペイ・パー・ビュー興行として開催。GLORY LAST MAN STANDINGは不振に終わり、新CEOにジョン・J・フランクリンが就任。
SpikeTVは「GLORY 13 TOKYO」が同局のGLORY中継史上最多記録となる平均視聴者数659,000人、最高視聴者数905,000人を記録した事を踏まえ、格闘技中継をBellator MMA、プレミア・ボクシング・チャンピオンズと共に『Friday Night Lights Out』と題してアメリカ時間の金曜日夜開催に移行。ビル・ゴールドバーグがテレビ中継の司会に就任し、マイク・タイソンをゲストとして招聘。ゴールドバーグ対アルベルト・デル・リオの元WWEプロレスラー対決によるキックボクシングマッチをオファーするなど、視聴率獲得のために奔走した。その一方で経費削減に伴い、ファイトマネーが減額された事でグーカン・サキやタイロン・スポーンなどのトップ選手の離脱や他競技転向が相次いだ。

### オランダでの開催
2015年6月24日に記者会見を行い、アムステルダム市長との会談によりオランダの格闘技コミッションおよびライセンス制度を作り、健全な競技スポーツとして発展を目指すことが発表された。オランダでは2011年より大規模格闘技大会の開催が不許可となっていたため、オランダでの大会開催に向けて交渉とロビー活動を続けていた。会見にはアーネスト・ホースト、ピーター・アーツ、セミー・シュルト、レミー・ボンヤスキー、リコ・ヴァーホーベンが出席し、アムステルダム市長にGLORYのチャンピオンベルトを贈呈。市長は「キックボクシングが犯罪の温床になっていたと誤解していた」と謝罪した。
9月9日に中国の元バスケットボール選手である姚明が経営する会社「ヤオ・キャピタル」がGLORYの株式を取得した事を発表。9月19日にBellator MMAと共同で「Bellator 142: Dynamite 1」を開催。同大会開催に際してBellator CEOのスコット・コーカーがSpikeTVと共謀してGLORYの選手の引き抜きやGLORYを同大会から外そうとするなどを画策した事が発覚。10月末での既存契約満了をもってSpikeTVから離脱した。
12月4日にRAIアムステルダムで「GLORY 26 Amsterdam」を開催。以降、オランダを本拠地として活動。12月10日にドイツ・オーバーハウゼンのケーニッヒ・ピルスナー・アリーナにて「GLORY: 'COLLISION'」を開催。同大会は初の3部構成となり、第1部の「スーパーファイトシリーズ」をUFCファイトパス、第2部の「GLORY 36オーバーハウゼン」をESPN2、第3部の「GLORY: 'COLLISION'」をUFC.TVがペイ・パー・ビュー生中継。メインイベントでGLORY世界ヘビー級王者リコ・ヴァーホーベンがバダ・ハリとノンタイトルマッチで対戦。大会のチケットは完売し、1万3千人の観客を動員した。
2017年12月9日、オランダのアホイ・ロッテルダムで「GLORY REDEMPTION」を開催。前年と同様に3部構成となったが今回は第1部が「GLORY49ロッテルダム」、第2部が「スーパーファイトシリーズ」、第3部が「GLORY REDEMPTION」となった。
2018年からはESPNとの放送契約満了に伴いUFCファイトパスに一本化。視聴率を意識したマッチメイクからUFCファイトパス登録者の格闘技ファン向けのマッチメイクに切り替えた事で成功し、UFCファイトパスで配信されている格闘技中継の中で2位の視聴者数を記録。9月29日にはアムステルダムのヨハン・クライフ・アレナにて「GLORY 59 アムステルダム」を開催。オランダでのテレビ視聴者数は100万人を記録した。
2019年12月21日にオランダ・ヘルダーラント州アーネムのヘルレドームにて「GLORY: 'COLLISION 2'」を開催。メインイベントでは前回対戦が負傷TKOによる不完全決着であったGLORY世界ヘビー級王者リコ・ヴァーホーベン対バダ・ハリの再戦がGLORY世界ヘビー級タイトルマッチとして行われた。ハリが前戦となる2018年3月の試合でドーピング検査で陽性反応となり、検査結果について抗議せずに処分を受け入れた事に加えてヴァーホーベンが「バダとの再戦が実現しないならGLORYを離脱する」と契約の駆け引きを行った事により、ハリが初対戦で敗れてから1勝もせずドーピング陽性にもなったにもかかわらず王座挑戦が認められる形となったものの、白人オランダ人でベビーフェイスのリコと、ヨーロッパ格闘技界を席巻するモロッコ系選手の頂点である悪童ハリの人種間による対立の頂上決戦として大きな注目を集め、チケット完売の3万1千人の観客を動員し、同大会を生中継したオランダのテレビ局Veronicaでは視聴者数350万人、占拠率53％、2016年の両者の初戦比で視聴者数は5倍増となり、オランダでのスポーツの生中継として歴代2位の好視聴率を記録し、試合内容も年間最高試合にも選ばれるなどGLORY旗揚げ以来、最大の成功を収めた。
2020年に入ると新型コロナウイルス感染症の世界的流行により大会の延期が相次ぎ、無観客試合での実施となるなど苦しい経営を強いられたことに伴い、UFCファイトパスの放送契約を解消してGLORY公式サイト内のgloryfights.comでのペイ・パー・ビュー生配信のみとし、マッチメイカーのコー・ヘマースを解雇する等の経費削減を行った。
2021年にRISEにGLORY世界フェザー級王者ペットパノムルン・キャットムーカオを派遣。2022年に他団体との交流戦を行うシリーズ「GLORY Rivals」をスタートさせ、RISEと正式に提携関係を結んだほか、かつてバダ・ハリの契約を巡って訴訟沙汰になったオランダのキックボクシング団体Enfusionとも提携した事を発表した。
2022年、オランダ格闘技の諮問機関であるVechtsportautoriteit（オランダ武術局、略称VA）がオランダで開催される全ての格闘技大会で実施するドーピング検査の新ルールを発表。これに対してGLORYエグゼクティブ・バイス・チェアマンのスコット・ルドマンは「不必要で意味の無いルール変更まで押し付けられている」話し、ルールが改善されるまではオランダで大会を開催しない意向を発表。オランダで開催予定であった「GLORY 80」をベルギー開催に変更した。3月19日にベルギー・ハッセルトにて「GLORY 80 ハッセルト」を開催したが、同大会のセミファイナルのバダ・ハリvsアーカディウス・ウルソーセックの再戦の2R終了直後にフーリガンがリングに瓶や椅子を投げ入れるなど観客同士での乱闘・暴動を起こしたため中止となった。5月14日に同大会のチケット購入者およびペイ・パー・ビュー購入者のみが生中継を視聴可能な「GLORY 80 Studio」を無観客試合で実施した。

## ルール
基本的にはK-1ルールと同じ。首相撲が3秒間のみ認められる。階級はヘビー級、ライトヘビー級（95kg以下）、ミドル級（85kg以下）、ウェルター級（77kg以下）、ライト級（70kg以下）、フェザー級（65kg以下）の6階級。女子はスーパーバンタム級（55.3kg以下）が設置されている。

### トーナメント
トーナメントの形式は主に3種類がある。
1. 3分3ラウンド一日最大2試合の「4人制トーナメント」、
2. 8人参加の3分3ラウンド、1日最大3試合形式の「スラム・トーナメント」
3. ヘビー級とライト級の世界トーナメントにおいてのみ採用される「グランドスラム・トーナメント」

「4人制トーナメント」ではリザーブファイトは1試合、「スラム・トーナメント」ではリザーブファイトは2試合。「グランドスラム・トーナメント」では16人参加の一日最大4試合で、最初の2ラウンドでどちらか一方の選手が優勢であれば3ラウンド目は行わずに勝敗が決する「ベスト・オブ・スリー」という判定システムを採用する（ようするに2ラウンド延長1ラウンド）。
1回戦と準々決勝は2分3ラウンド、準決勝は3分3ラウンド、決勝戦のみベスト・オブ・スリーを採用せずに3分3ラウンド最大延長2ラウンド。全試合に2ノックダウンシステムが適用される。リザーブマッチは行わず、負傷者が出た場合は、その選手と直前に対戦して負けた選手が代わりに敗者復活となる。試合当日に急遽欠場者が出た時に備えてリザーバーの選手は用意される。

### ルールの変遷
以下のルールはGLORY 8まで採用されていたが、GLORY 9開催の際にアメリカのボクシング・コミッションに認可されなかったため、GLORY 10以降は廃止された。
- ラウンドごとの公開採点制度。
- IT'S SHOWTIMEで採用されていたジャッジ5人制。
- フラッシュダウンをして即座に立ち上がっても必ず8までカウントを続ける『スタンディング8カウント制度』。
- 判定は多数決ではなく、全ジャッジの合計点で勝敗を決する。

## 階級・王座
2025年7月現在
| 階級                   | 重量区分         | 王者                               | 王座獲得日    | 防衛回数 |
| ---------------------- | ---------------- | ---------------------------------- | ------------- | -------- |
| ヘビー級               | 無差別           | リコ・ヴァーホーベン               | 2014年6月21日 | 13       |
| ライトヘビー級         | 95 kg (209.4 lb) | セルゲイ・マスロボエフ             | 2025年6月14日 | 0        |
| ミドル級               | 85 kg (187.4 lb) | ドノバン・ウィッセ                 | 2021年9月4日  | 6        |
| ウェルター級           | 77 kg (169.8 lb) | チコ・クワジ                       | 2024年4月27日 | 3        |
| ライト級               | 70 kg (154.3 lb) | ティジャニ・ベズタティ             | 2021年9月4日  | 5        |
| フェザー級             | 65 kg (143.3 lb) | ペットパノムルン・キャットムーカオ | 2018年9月29日 | 9        |
| 女子スーパーバンタム級 | 55 kg (121.3 lb) | 空位                               |               | -        |

### 歴代王者

#### ヘビー級
| 代                                              | 名前              | 大会名                | 認定日        | 防衛回数 |
| ----------------------------------------------- | ----------------- | --------------------- | ------------- | -------- |
| 1                                               | セミー・シュルト  | Glory 1: Stockholm    | 2012年5月26日 | 0        |
| 2013年6月26日に心臓病のため引退し、王座を返上。 |                   |                       |               |          |
| 2                                               | リコ・ベホーベン  | Glory 17: Los Angeles | 2014年6月21日 | 13       |
| –                                               | Kevin Tariq Osaro | Glory: Collision 5    | 2023年6月17日 | 0        |

#### ライトヘビー級
| 代                                                        | 名前                       | 大会名                       | 認定日        | 防衛回数 |
| --------------------------------------------------------- | -------------------------- | ---------------------------- | ------------- | -------- |
| 1                                                         | グーカン・サキ             | Glory 15: Istanbul           | 2014年4月12日 | 0        |
| 2015年7月27日に王座剥奪。                                 |                            |                              |               |          |
| 2                                                         | Saulo Cavalari             | Bellator / Glory: Dynamite 1 | 2015年9月19日 | 0        |
| 3                                                         | アルチョム・ヴァヒトフ     | Glory 28: Paris              | 2016年3月12日 | 5        |
| –                                                         | Zack Mwekassa              | Glory 31: Amsterdam          | 2016年6月25日 | 0        |
| –                                                         | パベル・ズラフリオフ       | Glory 43: New York           | 2017年7月14日 | 1        |
| FEAに移籍し、暫定王座を剥奪。                             |                            |                              |               |          |
| –                                                         | アレックス・ペレイラ       | Glory 68: Miami              | 2019年9月28日 | 0        |
| 4                                                         | アレックス・ペレイラ       | Glory 77: Rotterdam          | 2021年1月30日 | 0        |
| 5                                                         | アルチョム・ヴァヒトフ (2) | Glory 78: Rotterdam          | 2021年9月4日  | 0        |
| ロシアのウクライナ侵攻を受け、2022年6月17日に王座を剥奪。 |                            |                              |               |          |
| 6                                                         | Sergej Maslobojev          | Glory: Collision 4           | 2022年10月8日 | 0        |
| 7                                                         | Donegi Abena               | Glory 83                     | 2023年2月11日 | 1        |
| –                                                         | Tarik Khbabez              | Glory: Collision 5           | 2023年6月17日 | 0        |
| 8                                                         | Tarik Khbabez              | Glory Heavyweight Grand Prix | 2024年3月9日  | 1        |
| 9                                                         | セルゲイ・マスロボエフ     | Glory 100                    | 2025年6月14日 | 0        |

#### ミドル級
| 代                                                 | 名前                 | 大会名                | 認定日         | 防衛回数 |
| -------------------------------------------------- | -------------------- | --------------------- | -------------- | -------- |
| 1                                                  | アーテム・レヴィン   | Glory 17: Los Angeles | 2014年6月21日  | 1        |
| 2                                                  | Simon Marcus         | Glory 27: Chicago     | 2016年2月26日  | 1        |
| 3                                                  | Jason Wilnis         | Glory 33: New Jersey  | 2016年9月9日   | 1        |
| 4                                                  | Simon Marcus (2)     | Glory 40: Copenhagen  | 2017年4月29日  | 0        |
| 5                                                  | アレックス・ペレイラ | Glory 46: China       | 2017年10月14日 | 5        |
| ペレイラはタイトルを返上してライトヘビー級に転向。 |                      |                       |                |          |
| 6                                                  | ドノバン・ウィッセ   | Glory 78: Rotterdam   | 2021年9月4日   | 6        |

#### ウェルター級
| 代                                                           | 名前                       | 大会名                | 認定日         | 防衛回数 |
| ------------------------------------------------------------ | -------------------------- | --------------------- | -------------- | -------- |
| 1                                                            | Marc de Bonte              | Glory 16: Denver      | 2014年5月3日   | 0        |
| 2                                                            | Joseph Valtellini          | Glory 17: Los Angeles | 2014年6月21日  | 0        |
| Valtelliniは2015年6月4日に脳震盪後遺症を報告し、王座を返上。 |                            |                       |                |          |
| 3                                                            | ニキー・ホルツケン         | Glory 23: Las Vegas   | 2015年8月7日   | 3        |
| 4                                                            | Cédric Doumbé              | Glory 36: Oberhausen  | 2016年12月10日 | 2        |
| 5                                                            | マーセル・グローエンハート | Glory 44: Chicago     | 2017年8月25日  | 0        |
| 6                                                            | Harut Grigorian            | Glory 50: Chicago     | 2018年2月16日  | 1        |
| 7                                                            | Cédric Doumbé (2)          | Glory 64: Strasbourg  | 2019年3月9日   | 3        |
| –                                                            | マーセル・グローエンハート | Glory 70: Lyon        | 2019年10月26日 | 0        |
| Doumbéの引退に伴い、2021年11月16日より空位。                 |                            |                       |                |          |
| 8                                                            | Endy Semeleer              | Glory 82              | 2022年11月19日 | 3        |
| 9                                                            | チコ・クワジ               | Glory 91              | 2024年4月27日  | 3        |

#### ライト級
| 代                                                                  | 名前                       | 大会名              | 認定日        | 防衛回数 |
| ------------------------------------------------------------------- | -------------------------- | ------------------- | ------------- | -------- |
| 1                                                                   | ダビッド・キリア           | Glory 14: Zagreb    | 2014年3月8日  | 0        |
| 2                                                                   | ロビン・ファン・ロスマレン | Glory 18: Oklahoma  | 2014年11月7日 | 2        |
| 3                                                                   | Sitthichai Sitsongpeenong  | Glory 31: Amsterdam | 2016年6月25日 | 6        |
| 4                                                                   | マラット・グレゴリアン     | Glory 65: Utrecht   | 2019年5月17日 | 2        |
| グレゴリアンは2020年8月23日にONE Championshipと契約し、王座を返上。 |                            |                     |               |          |
| 5                                                                   | ティジャニ・ベズタティ     | Glory 78: Rotterdam | 2021年9月4日  | 5        |

#### フェザー級
| 代                                                                          | 名前                               | 大会名              | 認定日         | 防衛回数 |
| --------------------------------------------------------------------------- | ---------------------------------- | ------------------- | -------------- | -------- |
| 1                                                                           | Gabriel Varga                      | Glory 20: Dubai     | 2015年4月3日   | 0        |
| 2                                                                           | Serhiy Adamchuk                    | Glory 25: Milan     | 2015年11月6日  | 1        |
| 3                                                                           | Gabriel Varga (2)                  | Glory 32: Virginia  | 2016年7月22日  | 0        |
| 4                                                                           | ロビン・ファン・ロスマレン         | Glory 34: Denver    | 2016年10月21日 | 0        |
| ファン・ロスマレンは2017年1月19日のタイトルマッチで体重超過し、王座を剥奪。 |                                    |                     |                |          |
| 5                                                                           | ロビン・ファン・ロスマレン (2)     | Glory 41: Holland   | 2017年5月20日  | 2        |
| –                                                                           | Kevin VanNostrand                  | Glory 48: New York  | 2017年12月1日  | 0        |
| –                                                                           | ペットパノムルン・キャットムーカオ | Glory 55: New York  | 2018年7月20日  | 0        |
| 6                                                                           | ペットパノムルン・キャットムーカオ | Glory 59: Amsterdam | 2018年9月29日  | 9        |

#### 女子スーパーバンタム級
| 代                                            | 名前                  | 大会名               | 認定日         | 防衛回数 |
| --------------------------------------------- | --------------------- | -------------------- | -------------- | -------- |
| 1                                             | Tiffany van Soest     | Glory 36: Oberhausen | 2016年12月10日 | 1        |
| 2                                             | Anissa Meksen         | Glory 48: New York   | 2017年12月1日  | 1        |
| 3                                             | Jady Menezes          | Glory 56: Denver     | 2018年8月10日  | 0        |
| 4                                             | Anissa Meksen (2)     | Glory 61: New York   | 2018年11月2日  | 2        |
| 5                                             | Tiffany van Soest (2) | Glory 71: Chicago    | 2019年11月22日 | 4        |
| 2023年9月9日にvan Soestが引退し、王座を返上。 |                       |                      |                |          |

### トーナメント

#### ヘビー級
| 開催日         | 優勝                         | 準優勝                   | 大会名                                                        |
| -------------- | ---------------------------- | ------------------------ | ------------------------------------------------------------- |
| 2012年12月31日 | セーム・シュルト             | ダニエル・ギタ           | Glory 4: Tokyo / Glory Heavyweight Grand Slam                 |
| 2013年10月12日 | リコ・ヴァーホーベン         | ダニエル・ギタ           | Glory 11: Chicago / Glory Heavyweight Championship Tournament |
| 2018年12月8日  | ジャマール・ベン・サディック | ベンジャミン・アデグブイ | Glory 62: Rotterdam / Heavyweight Grand Prix                  |
| 2020年12月19日 | レヴィ・リヒタース           | ノルディン・マヒエディン | Glory 76: Rotterdam / Glory 4-man Heavyweight Tournament      |
| 2021年1月30日  | リコ・ヴァーホーベン         | タリク・クバベス         | Glory 77: Rotterdam / Glory 4-man Heavyweight Tournament      |
| 2024年3月9日   | リコ・ヴァーホーベン         | レヴィ・リヒタース       | Glory Heavyweight Grand Prix 2024                             |
| 2025年??月??日 | TBA                          | TBA                      | Glory Last Heavyweight Standing                               |

## 配信・視聴方法
2025年現在DAZNおよびU-NEXTで配信されている。なお、2013年9月にK-1のビデオライブラリーの権利をフジテレビから買収しており、U-NEXTでは旧K-1の試合映像も配信。

### テレビ放送の変遷
- CBS Sports Networkと放送契約し[いつから?]、「GLORY 10」まで放送された。
- 2013年6月にSpike TVと複数年契約を締結[54]。日本では同じく6月からFOX bs238で開始し、第1回大会から順次に全大会を録画放送していた。
- 2016年2月にESPNとの複数年契約を発表[55]。
- 2018年7月から2020年2月までオランダのケーブルテレビ局「Veronica TV」で放送。

### 配信の変遷
2019年からUFCとのパートナーシップを開始し、UFCファイトパスによって独占配信。2020年に新型コロナウイルス感染症の世界的流行の影響を受けてUFCファイトパスの契約を解消し、GLORY公式サイト内のペイ・パー・ビュー生配信のみとした。2022年6月にオランダのOTTサービス「Videoland」と複数年の放送契約を結んだと発表。

### Spike TVでの放送内容
放送枠が2時間であるため、大会を二部構成に分け、第一部は大会の2週間後に録画放送される『GLORY Super Fight Series』の部、第二部は生中継される『メインカード』の部に分けていくことになった。GLORY Super Fight Seriesは録画放送が終わり次第、GLORY公式サイトにて無料配信される。また、それまでGLORYが行っていた8人制のスラム・トーナメントと16人制のグランドスラム・トーナメントでは2時間枠内に全試合を放送しきることが出来ないため、これからは4人制トーナメントとリザーブファイト1試合にプラスしてワンマッチ2試合の合計6試合が大会当日の生中継されるメインカードとして行われる形式が主体となった。CBS Sportsでの最後の放送となったGLORY 10でも、GLORY 11からのSpike TVでの放送に備えて前述の形式での開催・放送となった。2015年10月末での既存契約満了をもってSpikeTVから離脱。

## 大会一覧

### GLORY World Series
| 大会名                                     | 開催年月日     | 会場                                     | 開催地           | 入場者数 |
| ------------------------------------------ | -------------- | ---------------------------------------- | ---------------- | -------- |
| GLORY 16 DENVER                            | 2014年5月3日   | ファースト・バンク・センター             | デンバー         |          |
| GLORY 15 ISTANBUL                          | 2014年4月12日  | ウルカー・スポーツ・アリーナ             | イスタンブール   |          |
| GLORY 14 ZAGREB                            | 2014年3月8日   | アリーナ・ザグレブ                       | ザグレブ         |          |
| GLORY 13 TOKYO                             | 2013年12月21日 | 有明コロシアム                           | 東京都江東区     |          |
| GLORY 12 NEW YORK                          | 2013年11月23日 | マディソン・スクエア・ガーデン・シアター | ニューヨーク     |          |
| GLORY 11 CHICAGO                           | 2013年10月12日 | Sears Centre                             | シカゴ           |          |
| GLORY 10 Los Angeles                       | 2013年9月28日  | シチズンバンクアリーナ                   | オンタリオ       |          |
| GLORY 9 NEW YORK                           | 2013年6月22日  | ハマースタイン・ボールルーム             | ニューヨーク     |          |
| GLORY 8 TOKYO                              | 2013年5月3日   | 有明コロシアム                           | 東京都江東区     |          |
| GLORY 7 MILAN                              | 2013年4月20日  | Mediolanum Forum                         | ミラノ           | 10000    |
| GLORY 6 ISTANBUL                           | 2013年4月6日   | ウルカー・スポーツ・アリーナ             | イスタンブール   | 12000    |
| GLORY 5 LONDON                             | 2013年3月23日  | エクセルアリーナ                         | ロンドン         | 4500     |
| DREAM.18 & GLORY 4 〜大晦日 SPECIAL 2012〜 | 2012年12月31日 | さいたまスーパーアリーナ                 | 埼玉県さいたま市 | 15000    |
| GLORY 3 ROME                               | 2012年11月3日  | パラロットマティカ                       | ローマ           |          |
| GLORY 2                                    | 2012年10月6日  | フォレストナショナル                     | ブリュッセル     |          |
| GLORY 1                                    | 2012年5月26日  | エリクソン・グローブ                     | ストックホルム   |          |
| UNITED GLORY 15                            | 2012年3月23日  | ディナモ・スポーツパレス                 | モスクワ         |          |

### Road to GLORY
| 大会名                         | 開催年月日    | 開催地                |
| ------------------------------ | ------------- | --------------------- |
| Road to GLORY USA -77kg SLAM   | 2013年3月22日 | ニューヨーク          |
| Road to GLORY JAPAN -65kg SLAM | 2013年3月10日 | 東京都江東区          |
| Road to GLORY USA -85kg SLAM   | 2013年2月9日  | ロサンゼルス          |
| Road to GLORY USA -95kg SLAM   | 2013年2月1日  | タルサ (オクラホマ州) |